# آشوت مانوچاریان
آشوت مانوچاریان (ارمنی: Աշոտ Մանուչարյան؛ زادهٔ ۱ اوت ۱۹۵۴) سیاست‌مدار اهل ارمنستان که از مه تا نوامبر ۱۹۹۱ سمت وزارت کشور جمهوری ارمنستان را برعهده داشت. وی عضو کمیته قره‌باغ بود.

وی از دانشکده فیزیک دانشگاه دولتی ایروان فارغ‌التحصیل گشته است.